# Allen Stack
Allen McIntyre Stack (ur. 23 stycznia 1928 w New Haven, zm. 12 września 1999 w Honolulu) – amerykański pływak specjalizujący się w stylu grzbietowym, mistrz olimpijski (1948) i były rekordzista świata.

## Kariera pływacka
Podczas igrzysk olimpijskich w Londynie w 1948 roku zwyciężył na dystansie 100 m stylem grzbietowym.
Trzy lata później, na igrzyskach panamerykańskich w Buenos Aires zdobył dwa medale na 100 m stylem grzbietowym i w sztafecie 3 × 100 m stylem zmiennym.
W 1952 roku podczas igrzysk olimpijskich w Helsinkach w konkurencji 100 m stylem grzbietowym zajął czwarte miejsce.
W trakcie swojej kariery pobił łącznie sześć rekordów świata, w tym 12-letni rekord należący do Adolpha Kiefera.
W 1979 roku został wprowadzony do International Swimming Hall of Fame.